# Yoram Gross
Yoram Gross, pierwotnie Jerzy Gross (hebr. יורם גרוס; ur. 18 października 1926 w Krakowie, zm. 21 września 2015 w Sydney) – australijski twórca filmów animowanych żydowskiego pochodzenia, urodzony w Polsce.

## Życiorys
Urodził się w Krakowie w rodzinie żydowskiej. Był najmłodszym dzieckiem Jakuba Grossa i Sary z domu Szarf. Jego bratem był Natan Gross. Rodzice wybrali mu imię Jerzy, po emigracji do Izraela zmieniono je na Yoram. Okres II wojny światowej spędził w krakowskim getcie, w Warszawie, oraz w Otwocku.
W 1950, po tym jak służby bezpieczeństwa PRL przeprowadziły rewizję w jego mieszkaniu, postanowił wyemigrować z Polski do Izraela. Tam też zrealizował swoje pierwsze filmy. Z tego okresu jego twórczości pochodzi m.in. film animowany Józef Marzyciel z 1962 reprezentujący Izrael na Festiwalu Filmowym w Cannes. W 1968 po wojnie sześciodniowej wyjechał wraz z rodziną do Australii i zamieszkał w Sydney.
W Australii kontynuował realizację filmów animowanych we własnym studiu „Yoram Gross Film Studios”. Do jego najbardziej znanych produkcji należą: filmy pełnometrażowe o przygodach Dot oraz seriale animowane Bystry Bill i Tabaluga. Jedną z najnowszych prac Yorama Grossa są miniatury filmowe o Profesorze Filutku według Zbigniewa Lengrena.
W 1995 za nadzwyczajny wkład w rozwój australijskiego przemysłu filmowego został odznaczony najwyższym australijskim odznaczeniem, Orderem Australii. W 2011 odznaczony został Krzyżem Komandorskim Orderu Zasługi RP oraz Srebrnym Medalem „Zasłużony Kulturze Gloria Artis”.

## Filmografia
- 1958 – Pieśń bez słów[4]
- 1962 – Janko Marzyciel - pełnometrażowy film kukiełkowy[4]
- 1963 – Tylko za funta[4]
- 1977 – Dot i kangurzyca
- 1979 – Mały skazaniec
- 1981 – Dookoła świata z Dot
- 1983 – Dot i królik
- 1984 – Dot i miś koala
- 1985 – Dot i Keeto
- 1986 – Dot i wieloryb
- 1987 – Dot i przemytnicy
- 1987 – Dot jedzie do Hollywood
- 1994 – Dot w kosmosie
- 1994-2004 – Tabaluga - serial TV
- 1996-98 –  Big Bag - serial TV
- 1997 – Flipper i Lopaka
- 1998–99 – Skippy: Adventures in Bushtown
- 2007 – Krakowska jesień
- 2012 – Profesor Filutek - miniserial
- 2014 – Obrazy z mojego życia

## Powieści
- Wybrało mnie życie. Wspomnienia z czasów okupacji i nie tylko 2008[4]
- Samson Moja dusza zginie, ale razem z wrogiem 2014[4]

## Upamiętnienie
- W 2012 roku powstał film dokumentalny Tomasza Magierskiego Krakowiaczek ci ja. Film opowiada o podróży do Polski, w którą Gross wybrał się z wnukami, aby pokazać im swoje rodzinne strony i opowiedzieć o swoich wojennych losach[7].
- W 2017 roku w ramach 57. edycji Krakowskiego Festiwalu Filmowego na ścianie kamienicy ul. Sarego 12 odsłonięto tablicę z napisem Wybrało mnie życie, popiersiem artysty i napisem w języku polskim i angielskim: Yoram Jerzy Gross (1926 – 2015). W tym domu urodził się australijski reżyser i producent filmów animowanych[8][9]

## Nagroda Yorama Grossa
W 1987 roku po raz pierwszy podczas Festiwalu Filmowego w Sydney przyznano nagrodę Yorama Grossa dla najlepszego krótkometrażowego filmu animowanego. Wynosiła ona 4000 dolarów i była sponsorowana przez Yorama i Sandrę Grossów.